# 44 Dywizja Piechoty (Imperium Rosyjskie)
44 Dywizja Piechoty (ros. 44-я пехотная дивизия) – dywizja piechoty Armii Imperium Rosyjskiego, w tym okresu działań zbrojnych I wojny światowej.

## Charakterystyka
W 1914 wchodziła w skład 21 Korpusu Armijnego. Sztab dywizji stacjonował w Kursku. W tym czasie dywizja etatowo posiadała cztery pułki po cztery bataliony oraz brygadę artylerii polowej z 6 bateriami po 8 dział. Doświadczenie zdobyte podczas walk na frontach I wojny światowej  skutkowało zmianami organizacyjnymi. Zimą z 1916 na 1917 rozpoczęto reorganizację dywizji piechoty. Zredukowano liczbę batalionów z 16 do 12 i zmniejszono liczbę dział polowych na mniej aktywnych odcinkach frontu.

## Struktura organizacyjna
Organizacja w 1914
- 1 Brygada Piechoty (Kursk)
  - 173 Kamieniecki pułk piechoty (Kursk)
  - 174 Romeński pułk piechoty (Kursk)
- 2 Brygada Piechoty (Kursk)
  - 175 Baturynski pułk piechoty (Głuchów)
  - 176 Perewołoczeński pułk piechoty (Czernihów)
- 44 Brygada Artylerii (Nieżyn)